# Окніца (Бістріца-Несеуд)
Окніца (рум. Ocnița) — село у повіті Бистриця-Несеуд в Румунії. Входить до складу комуни Тяка.
Село розташоване на відстані 297 км на північний захід від Бухареста, 30 км на південь від Бистриці, 68 км на схід від Клуж-Напоки.

## Населення
За даними перепису населення 2002 року у селі проживали 1133 особи.
Національний склад населення села:
| Національність | Кількість осіб | Відсоток |
| -------------- | -------------- | -------- |
| румуни         | 1074           | 94,8%    |
| цигани         | 57             | 5,0%     |

Рідною мовою назвали:
| Мова      | Кількість осіб | Відсоток |
| --------- | -------------- | -------- |
| румунська | 1100           | 97,1%    |
| циганська | 31             | 2,7%     |